# RAM stroj
RAM stroj (Random access machine) je jedním z teoretických modelů počítače (výpočetních modelů), sloužících v teoretické informatice k modelování výpočetních schopností počítačů z hlediska teorie vyčíslitelnosti. RAM stroj je z hlediska vyčíslitelnosti úloh ekvivalentní Turingovu stroji.
RAM stroj se skládá z jednoho speciálního registru, označovaného A (akumulátor) a potenciálně neomezené paměti, obsahující registry očíslované od 0 po n.
Instrukční soubor obsahuje základní aritmetické operace a přímé i nepřímé (pomocí obsahu akumulátoru) adresování paměti.